# Арад (Израиль)
Ара́д (ивр. ערד‎, араб. عِرَادَ‎) — город на юге Израиля на горном перевале в Иудейской пустыне, расположенный в непосредственной близости от остатков древнего Арада, упоминаемого в Библии и разрушенного более 2700 лет назад. Арад находится в 25 километрах западнее Мёртвого моря и в 45 километрах восточнее города Беэр-Шева. В городе проживает 25 530 человек (2018), в том числе различные этнические и социальные группы, такие как сефарды и ашкеназы, эфиопские евреи и бедуины, светские и религиозные евреи, коренные израильтяне и репатрианты.
Первая попытка возобновить еврейское присутствие на территории современного Арада была совершена в 1921 году, однако город был основан только в ноябре 1962 года как один из последних городов развития.

## История
Первая современная попытка основать населённый пункт близ древнего Арада (Тель-Арад) была предпринята 23 февраля 1921 года. Девять мужчин и две женщины попытались поселиться в этом районе, но через 4 месяца покинули его, поскольку не нашли воды.

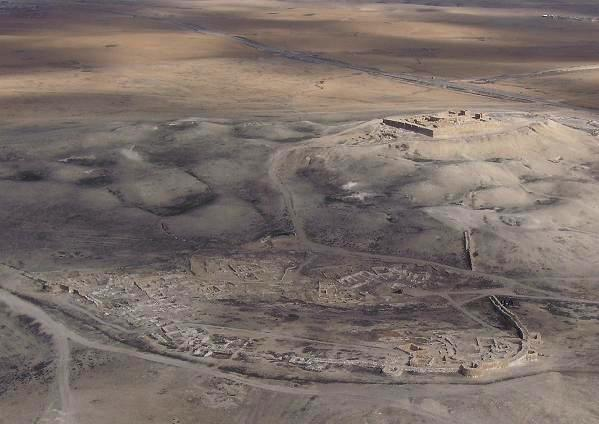
Древний Арад

Вторая попытка освоения этого района была предпринята в начале 1960-х годов. Разработка плана создания города началась 15 ноября 1960 года по распоряжению Кабинета министров с бюджетом 50 тысяч израильских лир. Расположение города было утверждено 31 января 1961 года.
Арад был основан в 1962 году 160 молодыми людьми, уроженцами Израиля и выходцами из Аргентины. На высоте 640 метров над уровнем океана находится горный перевал, где микроклимат для жизни человека гораздо более приемлем, чем внизу у Мёртвого моря. Население, в основном, работает в гостиницах Мёртвого моря, в городе на берегу Мёртвого моря под названием Эйн-Бокек.
После 1971 года Арад принял множество еврейских иммигрантов, главным образом из Советского Союза, а также из англоязычных стран и Латинской Америки, и его население увеличилось с 4000 в 1969 году до 10 500 человек в 1974 году. В первой половине 1990-х в Арад приехали ещё 6000 иммигрантов из бывшего Советского Союза.
В связи с притоком беженцев и нелегальных эмигрантов из африканских стран в 2005—2010 годов в городе сложилась криминогенная обстановка(на 2010 г. их здесь было около тысячи человек).

## Население
По данным Центрального статистического бюро Израиля, население на начало 2020 года составляло 26 756 человек.

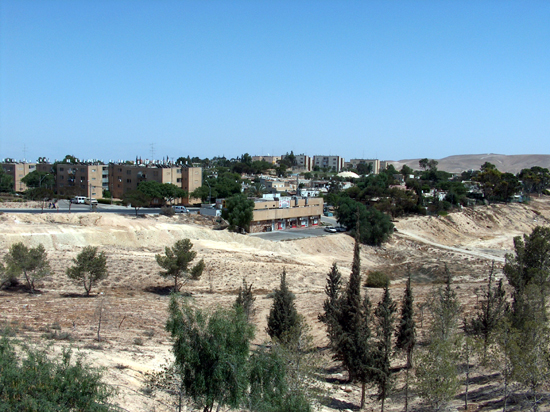

Основная часть жителей Арада — это выходцы из европейских стран, причём выходцы из СССР составляют половину населения Арада. В городе можно встретить немало бедуинов из окрестных селений. Они пользуются арадскими банками и госучреждениями. Среднемесячная заработная плата работника в течение 2019 года составила 7297 шекелей ( в среднем по стране: 9745 шекелей).

## Политика
На выборах главы города Арада в апреле 2010 года победила Тали Плосков — кандидат от партии НДИ. После её перехода в Кнессет, были досрочные выборы главы города. Пост главы города занял Нисан Бен-Хамо. 30 октября 2018 года состоялись национальные муниципальные выборы в которых Нисан Бен Хамо получил свой второй срок.  31 октября 2023 года в Араде должны были состояться выборы но из-за Событий 7 октября 2023 года они были перенесены на 27 февраля 2024 года. В выборах 2024 года победил Яир Мааян и 19 марта 2024 года он занял пост главы города Арада.

## Экономика
Помимо туризма, в Араде также развиты и другие отрасли. Так, с 1971 года в городе производят фосфорную кислоту, перерабатывая рапу Мёртвого моря, а также фосфаты из близлежащего месторождения Арад-Ротем. В городе работают следующие предприятия:
- El-Ran Timber Industries;
- Unilever Shefa Israel;
- Rotem Amfert Negev Ltd, дочерняя компания Israel Chemicals Ltd (ICL).

Основанная в Араде в 1976 году Arad Textile Industries, перенесла в 2014 производство из города зарубеж.

## Расположение
По шоссейным дорогам от Арада до Мёртвого моря 25 километров. Дороги, в основном, представляют собой горный серпантин, который считается одной из самых опасных дорог в стране. С шоссе открываются красивые пейзажи. А от Арада до Беэр-Шевы 45 км. Арад также является ближайшим городом на пути к крепости Масада — известному в Израиле историческому памятнику. Когда началось массовое строительство гостиниц на побережье Мёртвого моря, для работников этих гостиниц было решено создать место для жилья.

## Физико-географическая характеристика

### Животный мир
В окрестностях Арада обитают такие млекопитающие как полосатая гиена, обыкновенный шакал, рыжая лисица, обыкновенная газель, дикобраз, капский даман, капский заяц, эфиопский ёж, а также различные виды грызунов и летучих мышей.
Широко распространен выпас одомашненных видов: верблюдов, коз и овец.

### Климат
Климат Арада — аридный, с умеренной зимой и жарким, продолжительным летом. В период с 1964 по 1974 год средняя температура в Араде в январе составляла 11 °C  и 27 °C в июле. Среднее годовое количество осадков в период с 1960 по 1990 год составляло 150 миллиметров (5,9 дюйма) и 158 миллиметров в период с 1962 по 1978 год. Таким образом, Арад расположен в засушливой местности, где наибольшее количество осадков выпадает в зимние месяцы декабря, января и февраля. В редких случаях идет снег. Так сильные метели были зафиксированы зимой 1991—1992 и в январе 2008 года
| Показатель                                  | Янв. | Фев. | Март | Апр. | Май  | Июнь | Июль | Авг. | Сен. | Окт. | Нояб. | Дек. | Год  |
| ------------------------------------------- | ---- | ---- | ---- | ---- | ---- | ---- | ---- | ---- | ---- | ---- | ----- | ---- | ---- |
| Средний суточный максимум, °C               | 14,4 | 15,6 | 19,4 | 24,4 | 29,2 | 32   | 33,6 | 33,5 | 31,3 | 27,4 | 21,5  | 16,5 | 24,9 |
| Средняя температура, °C                     | 10,7 | 11,5 | 14,3 | 18,3 | 22,1 | 24,5 | 26,3 | 26,4 | 24,7 | 21,7 | 17,1  | 12,7 | 19,2 |
| Средний суточный минимум, °C                | 7    | 7,4  | 9,2  | 12,1 | 14,9 | 17   | 19,1 | 19,3 | 18,1 | 16   | 12,7  | 8,9  | 13,5 |
| Норма осадков, мм                           | 31   | 28   | 20   | 6    | 1,4  | 0    | 0    | 0    | 0,3  | 7    | 13    | 23   | 130  |
| Источник: The Israel Meteorological Service |      |      |      |      |      |      |      |      |      |      |       |      |      |

## Образование
В городе работает 6 общеобразовательных начальных школ: Леваот, Халамиш, Яэлим-Офарим, Тлалим, Авишур, Демократическая школа и средняя школа ОРТ Арад.

## Туризм

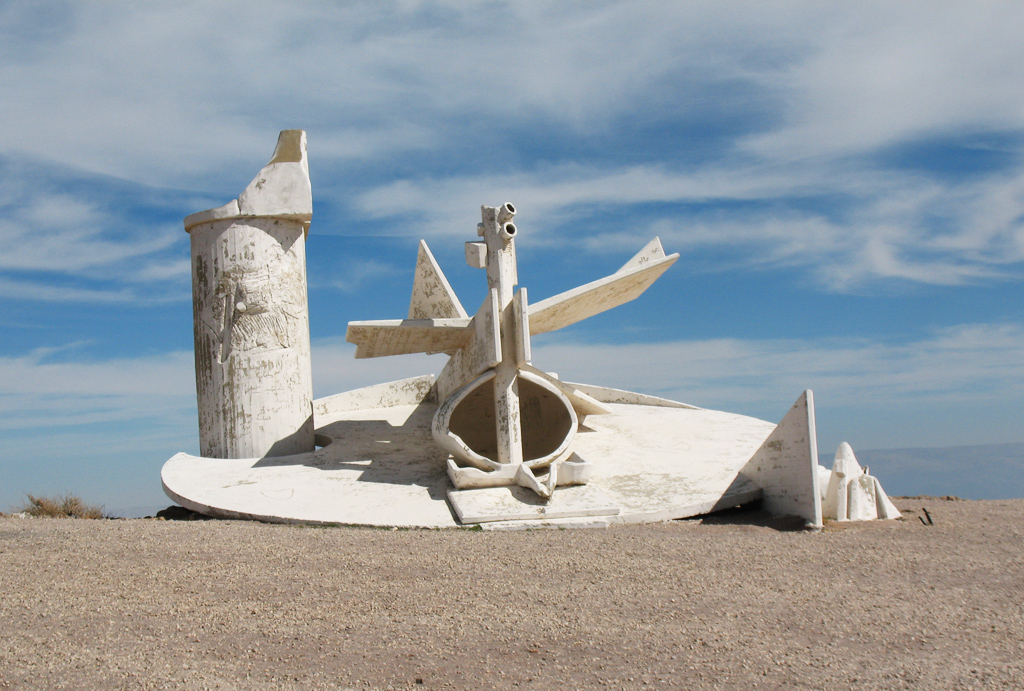
скульптура Игаля Тумаркина на смотровой площадке Моав

Кроме культурных мероприятий, таких как музыкальные фестивали, свежий воздух Арада привлекает людей с заболеваниями легочной системы со всего мира. Его близкое расположение к Мертвому морю предоставляет более дешёвую альтернативу дорогим курортным комплексам побережья. Также муниципалитет Арада развивает пешеходный и экологический туризм. Останавливаются в Араде и многие посетители крепости Масады, ведь город является ближайшим (22 км по дороге) городским поселением к этому культурному объекту и обеспечивает единственный доступ к её западной стороне. На окраине Арада, недалеко от гостиничной зоны, находится большой белый памятник, выполненный Игалем Тумаркиным в 1968 году - Мицпе Моав (смотровая площадка Моав), с которого также открывается вид на Иудейскую пустыню.
Израильский национальный тракт (швиль Израэль)  проходит через Арад, между горой Кина и Тель-Арадом, крупным археологическим памятником и национальным парком. Хотя гора Зоар (552м) и смотровая площадка Зоар (Мицпе Зохар) находятся вне юрисдикции Арада, они являются обычными местами для пеших и велосипедных прогулок на национальной тропе. В этом районе проходят пешеходные маршруты с кодами 11335 и 11240.

## Культура
Главный культурный центр Арада - Центр культуры, молодежи и спорта (на иврите: מתנ"ס, Матнас), названный в честь Самуэля Рубина и расположенный на улице Бен-Яир недалеко от торгового центра. Был построен в 1983 году. В нём находится музей Арада, публичная библиотека Арада, концертный зал и туристический центр города, основанный в 1989 году.
Кинотеатр «Орон», спроектированный архитектором Менахемом Коэном, закрылся во время правления мэра Моти Брилла. В промышленной зоне города находится Эшет Лот - квартал художников. В городе также есть консерватория и концертный зал.
В 2007 году Министерство развития Негева и Галилеи предложило перенести национальный архив Израиля из Иерусалима в Арад и открыть музей.
С 1982 года в Араде проходил известный музыкальный фестиваль. До трагедии 1995 года это было популярное событие куда приезжало много артистов. 18 июля 1995 года трое подростков во время прощального концерта группы "Машина" были насмерть раздавлены упавшими воротами. После этого фестиваль не проводился. Пятеро организаторов фестиваля были приговорены на год к тюремному заключению.
Главный парк города и место для пикников - это парк Арад, также называемый Ран Гроув (в честь Рана Шохата, убитого во время Войны Судного дня). Парк расположен примерно в 8 км к западу от центра города и имеет площадь 3000 дунамов. (3 км²).
Другие известные парки:
- Ган ХаПсалим (Парк ХаНшарим), парк у западного въезда в город с памятниками хищным птицам пустыни охотящимся на змей.
- Ган ха-Хамиша (Сад пяти), мемориальный парк пяти жителям Арада, погибшим в ходе Шестидневной войны. Там находится памятник солдатам и каменное сооружение под названием Амуд ха-Булбусим (букв. Картофельный столб, названный так из-за его формы). Архитектор Йона Пительсон обратился к традиции бедуинов, которые подобными сооружениями отмечают место поселения в пустыне.
- Северный парк, к северу от квартала Халамиш.
- Ган Харпаткаот (Парк приключений), большая детская площадка и открытая лужайка в районе Ришоним.

Основная группа развлекательных заведений расположена в районе Аянот, также называемом Кирьят-ха-Спорт. Там находидятся бассейн, теннисные корты, загородный клуб и детские площадки. Рядом, на углу улиц Иегуда и Пальмах Главный футбольный стадион города. На нем тренируется футбольный клуб «Хапоэль Арад», который играет в Лиге Бет.
С 2000 года в Араде проводится ежегодный турнир горных велосипедистов "Riding Arad", посвященный памяти Итамара Ильи, солдата, погибшего в бою в Ливане в 1997 году. В марте 2008 года турнир стал частью международного соревнования Union Cycliste Internationale, которое проводится совместно с Мисгавом и Маалотом. Длина профессиональной трассы Арада составляет 37 километров, а экспертной - 22,5 километра.

## Музеи
1. Fine Art & Doll Museum В музее хранятся оригинальные куклы, бронзовые скульптуры, работает выставка современного искусства, проводятся мастер-классы и экскурсии[23].
2. Glass Art Museum Arad  Музей познакомит вас с динамичным и красочным миром стеклянного искусства через произведения около 20 израильских художников. Помимо постоянной экспозиции местного художника по стеклу и основателя музея Гидеона Фридмана, каждые несколько месяцев выставляются работы других израильских художников по стеклу, а также работы молодых израильских студентов[24].

## Флаг и герб города
Эмблема Арада — квадрат с изображением холма и пламени. Холм это возвышенность Кидод, находящаяся в северо-восточной части города, а пламя символизирует природный газ, который добывался в этом районе в когда город только возник. Эмблема была принята 19 мая 1966 года. Флаг Арада — прямоугольник с соотношением сторон 2: 3, на светло-голубом фоне в центре расположена эмблема с текстом на иврите «Муниципалитет Арада» или текстом на английском языке «Город АРАД Израиль». Хотя этот флаг используется, нет официального указа или закона, в котором указано каким он должен быть.

## Известные люди

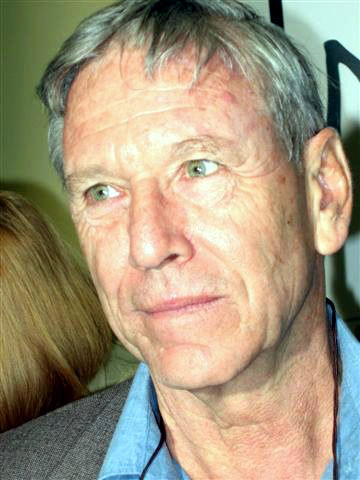
Амос Оз

- Амос Оз (1939–2018), писатель[27]

## Города-побратимы
- Уилмингтон, штат Делавэр, США стал городом-побратимом Арада в 1973 году в год 25-летия образования Государства Израиль[28].
- Динслакен (Германия), стали побратимами в 1989 году[29].
- Берлингтон, штат Вермонт, США стали побратимами в 1991 году. Затем мэр Бецалель Табиб вместе с профессором Валидом Даджани, который представлял Вифлеем, посетили Берлингтон, чтобы подписать соглашение о сотрудничестве трех городов — первое в истории городов-побратимов между американцами, палестинцами и израильтянами.